# Dolf van der Linden
David Gysbert van der Linden, de nombre artístico Dolf van der Linden, (22 de junio de 1915, Vlaardingen - 30 de enero de 1999, Hilversum) fue un director de orquesta holandés y creador de música popular con un renombre no sólo en su natal Países Bajos sino también fuera de sus fronteras. Es especialmente recordado como director de orquesta neerlandés en numerosas ediciones del Festival de la Canción de Eurovisión.

## Biografía
David Gijsbert van der Linde nació cerca de Róterdam y fue el hijo de un vendedor de instrumentos musicales. Antes de la Segunda Guerra Mundial, ya había tocado en diferentes bandas como pianista, y ya había hecho arreglos musicales para esas bandas. Sus compañeros de banda comenzaron a llamarle "Dolf", porque les recordaba a un anterior compañero de la banda con ese nombre.
En 1945, tras regresar de su exilio en Londres durante la Guerra, las autoridades neerlandesas le pidieron que formara una orquesta de música ligera. Tras escoger músicos por todo el territorio de Países Bajos, fundó la Metropole Orkest (Orquesta Metropole). Miembros famosos de esos primeros años fueron Benny Behr, Sem Nijveen (ambos violinistas), Jos Cleber (trombonista) y Tonnie van Hulst (guitarrista y cantante). La Orquesta Metropole se ganó rápidamente un nombre en la radio y televisión holandesa, ya que aparecía con frecuencia en emisiones de ambos medios, y también hizo algunas grabaciones discográficas.
En 1957, Van der Linden dirigió la orquesta para la canción ganadora del Festival de Eurovisión 1957 por Países Bajos, Net als toen, interpretada por Corry Brokken. Un año después, él y la Metropole se encargaron de la música para el Festival de la Canción de Eurovisión 1958, que ese año era organizado por la televisión neerlandesa en Hilversum. De esta forma Dolf conseguiría trabajos en el país y en el extranjero, con la BBC británica entre los sitios donde trabajó. Entre 1957 y 1971, Van der Linden dirigió 13 canciones neerlandesas en Eurovisión, entre ellas dos ganadoras, la de 1957, y también la de 1959, Een beetje, escrita por el pianista de su orquesta, Dick Schallies e interpretada por Teddy Scholten. Además, en el festival de 1970, organizado en Ámsterdam, la RTÉ, la televisión irlandesa, le pidió que dirigiera All kinds of everything, interpretada por Dana, que representando a Irlanda resultó la ganadora de aquel año. En 1969, rechazó acudir al festival en España, porque el régimen de Franco le recordaba demasiado sus experiencias durante la Segunda Guerra Mundial. Frans de Kok le sustituyó para dirigir De troubadour de Lenny Kuhr, que a la postre resultó una de las cuatro ganadoras de aquel año.
En los setenta, Dolf van der Linden intentó rejuvenecer y modernizar su orquesta. Se jubiló en 1980, siendo sustituido por Rogier van Otterloo. Fallecería en 1999 en Hilversum a los 83 años.